# Sixten Wackström
Sixten Konstantin Wackström (nascido em 2 de agosto de 1960) é um ex-ciclista olímpico finlandês. Representou sua nação em três eventos nos Jogos Olímpicos de Verão de 1980 e dois nos Jogos de Los Angeles 1984.